# Judith Krantz
Judith „Judy” Krantz z domu Tarcher (ur. 9 stycznia 1928 w Nowym Jorku, zm. 22 czerwca 2019 w Los Angeles) – amerykańska pisarka; autorka licznych powieści dla kobiet, wielokrotnie filmowanych.

## Życiorys

### Wczesne lata
Urodziła się w Nowym Jorku jako Judith Bluma-Gittel Tarcher w rodzinie żydowskiej. Jej matka, Mary (z domu Braeger; ur. na Litwie), była prawniczką, a ojciec, Jack David Tarcher, pracował jako kierownik ds. reklamy. W wieku szesnastu lat ukończyła Birch Wathen Lenox School. Naukę kontynuowała w Wellesley College w Wellesley w Massachusetts. 
Po ukończeniu Wellesley w 1948, Krantz przeprowadziła się do Paryża, gdzie pracowała w public relations mody. Lubiła uczęszczać na eleganckie przyjęcia, pożyczać suknie i spotykać wybitnych ludzi, takich jak Marlene Dietrich, Orson Welles czy Hubert de Givenchy.

### Kariera
W pierwszym okresie swej kariery zajmowała się dziennikarstwem, pracowała w magazynie „Good Housekeeping” i „Cosmopolitan”. 
Do pisania książek zachęcił ją mąż, Steve Krantz, który był producentem telewizyjnym. Jej pierwsze opowiadanie powstało po tym, jak razem z mężem udała się na jego lekcję pilotażu samolotów; zainspirowana przełamaniem tego lęku, zaczęła pisać. Już jej pierwsza książka Scruples (polski tytuł Dom mody), która ukazała się w 1978 stała się bestsellerem, podobnie jak następne.
Krantz była autorką scenariusza do miniserialu Secrets (polski tytuł Sekrety) z 1992 z udziałem Dereka de Linta i Victora Spinetti.
Jej mąż wiele z jej opowiadań zaadaptował na potrzeby telewizji. Zekranizowano m.in.: Księżniczkę Daisy (1983) z Claudią Cardinale, Córkę Mistrela (1984) ze Stefanie Powers, Dazzle (1995) z Lisą Hartman, Tylko Manhattan (1987) z Valerie Bertinelli, Póki znów się nie spotkamy (1989) z Courteney Cox, Mią Sarą, Hugh Grantem i Maxwellem Caulfieldem czy Łabędzi śpiew (Torch Song, 1993) z Raquel Welch, Jackiem Scalią i Alicią Silverstone. Sam Dom mody adaptowano około trzech razy - po raz pierwszy już w 1980 z Lindsay Wagner, Barrym Bostwickiem, Marie-France Pisier i Efremem Zimbalistem Jr., w 1981 z Dirkiem Benedictem i Priscillą Barnes oraz po raz ostatni w 2012 z Chadem Michaelem Murrayem, Mimi Rogers, Borisem Kodjoe, Gillesem Marini i Hartem Bochnerem. 

## Życie prywatne
19 lutego 1954 wyszła za mąż za Stephena Krantza. Mieli dwóch synów: Tony’ego i Nicholasa. 4 stycznia 2007 jej mąż, Steve Krantz, zmarł na zapalenie płuc. 
Jej brat Jeremy w latach 1958-1998 był żonaty z Shari Lewis.
Judith Krantz zmarła 22 czerwca 2019 w swym domu w Los Angeles w Kalifornii w wieku 91 lat.

## Publikacje
- Bez skrupułów: Autobiografia (Sex and Shopping: The Confessions of a Nice Jewish Girl, 2000)
- Klejnoty Tessy Kent (The Jewels of Tessa Kent, 1998)
- Kolekcja wiosenna (Spring Collection, 1996)
- Lexus, 1995
- Kochankowie (Lovers, 1994)
- Łabędzi śpiew (Torch Song, 1993)
- Dom mody II (Scruples Two, 1992)
- Blichtr i patyna (Dazzle, 1990)
- Dopóki się znów nie spotkamy (Till We Meet Again, 1988)
- Tylko Manhattan (I’ll Take Manhattan, 1986)
- Córka Mistrala (Mistral’s Daughter, 1982)
- Księżniczka Daisy (Princess Daisy, 1980)
- Dom mody (Scruples, 1978)